# Sun Raster
Sun Raster fue un formato de archivo de gráficos ráster usado en SunOS por Sol Microsystems. El formato no es tipo MIME y está especificado en ">arroba<(#)rasterfile.h 1.11 89/08/21 SMI". El formato fue usado para algunos papeles de búsqueda.
ACDSee, FFmpeg, GIMP, ImageMagick, IrfanView, LibreOffice, Netpbm, PaintShop Pro, y XnView entre otros soportan archivos de imagen Sun Raster. En la versión 2.13 de XnView empezó a soportar las extensiones de archivo .ras y .sun para este formato de archivo gráfico. En la versión 2.1.4 de FFmpeg se podía codificar y descodificar  formatos de píxel  Sol Raster bgr24, colega8, gris, y monow. El formato no apoya transparencia.
El texto plano en el formato de iconos Sun especificado en  ">arroba<(#)icon_load.h 10.5 89/09/05 SMI" no está relacionado al formato de Sun Raster.